# Almoguera
Almoguera település Spanyolországban, Guadalajara tartományban. Almoguera Albalate de Zorita, Albares, Fuentenovilla, Illana, Mondéjar, Pozo de Almoguera, Yebra, Mazuecos, Driebes, Barajas de Melo, Estremera, Brea de Tajo, Valdaracete, Carabaña és Orusco de Tajuña községekkel határos. Lakosainak száma 1373 fő (2024).

## Népesség
A település lakosságának változását az alábbi diagram mutatja:
| Lakosok száma | 1048 | 1418 | 1441 | 1481 | 1477 | 1401 | 1353 | 1289 | 1307 | 1373 |
|               | 2001 | 2004 | 2006 | 2009 | 2011 | 2014 | 2016 | 2019 | 2021 | 2024 |